# Dimedone
Il dimedone è un β-dichetone (o 1,3-dichetone) ciclico, con un anello a sei atomi di carbonio, dimetilsostituito in posizione 5: il suo nome sistematico è quindi 5,5-dimetil-1,3-cicloesandione e la sua formula molecolare è C8H12O2.

## Sintesi
La sintesi classica consiste essenzialmente in un'addizione di Michael, seguita da una condensazione di Claisen intramolecolare. Ad una soluzione alcolica dell'«estere malonico» (malonato dietilico, qui il donatore di Michael) viene aggiunto l'ossido di mesitile (4-metil-3-penten-2-one, Me2C=CH−C(Me)=O, qui l'accettore); questa soluzione, resa basica per aggiunta di etossido di sodio, viene riscalda a riflusso. Si aggiunge poi una soluzione acquosa di idrossido di potassio e si continua il riscaldamento a riflusso per avere idrolisi e decarbossilazione. Per successiva acidificazione con HCl e allontanamento di gran parte dell'etanolo per distillazione e successivo raffreddamento, si separa il dimedone. Per ricristallizzazione del dimedone così ottenuto in acetone si ottengono cristalli incolori/bianchi che fondono a 147 °C, mentre in letteratura è riportato un intervallo di fusione di 148-150 °C.

## Proprietà
Il dimedone è un composto termodinamicamente molto stabile, ΔHƒ° = -483,4±1,6 kJ/mol. A temperatura ambiente si presenta come un solido cristallino incolore, se puro, ma spesso bianco-giallastro (a seconda del grado di autossidazione), dall'odore tenue, relativamente solubile in acqua e solubile in solventi organici sia polari protici (metanolo, etanolo, etanolo-acqua al 50%, acido acetico) che aprotici meno polari (cloroformio) ed anche idrocarburici (benzene).
La presenza di due gruppi carbonilici in reciproca posizione 1,3 rende la molecola più polare dei chetoni semplici: il momento dipolare è riportato come 3,49 D (acetone 2,69 D).
La stessa disposizione dei carbonili stabilizza particolarmente la forma tautomera del dimedone, che mostra un sistema in cui i doppi legami sono coniugati: in soluzione di cloroformio l'equilibrio cheto-enolico è spostato in favore della forma chetonica, con rapporto molare di 2:1. Per confronto, nei chetoni semplici come l'acetone o il cicloesanone la forma enolica è presente solo in tracce e il relativo equilibrio è quasi completamente spostato a sinistra verso la forma chetonica, con costante di equilibrio dell'ordine di 10−6.
Nello stato solido cristallino il tautomero enolico è invece l'unica forma osservata, come dimostrato da studi diffrattometrici: in questo caso, la stabilizzazione comportata dai legami ad idrogeno intermolecolari presenti nella forma enolica risulta evidentemente maggiore rispetto all'entità complessiva delle interazioni dipolari e delle interazioni di van der Waals presenti nella forma dichetonica.

### Acidità
La forza acida di chetoni ed esteri è influenzata dal numero e dalla disposizione dei carbonili, unitamente alla presenza di idrogeni ad essi in posizione alfa. Nel dimedone, come anche in altri β-dichetoni, ci sono idrogeni sul carbonio in mezzo a due carbonili, i quali idrogeni sono in alfa ad entrambi. In seguito alla deprotonazione si genera quindi un carbanione (ione enolato) la cui carica negativa sul carbonio può essere delocalizzata su entrambi gli atomi di ossigeno, che sono più elettronegativi; la delocalizzazione e le posizioni più stabili per la carica rendono tutto l'anione molecolare particolarmente stabile; la risonanza può essere descritta schematicamente come segue:
−O−C(R)=CH−C(R)=O  ↔  O=C(R)−CH−−C(R)=O  ↔  O=C(R)−CH=C(R)−O−
Sperimentalmente si trova che il pKa del dimedone è di 11,24 e quindi esso è un acido un po' più forte dell'acetilacetone (pKa = 13,32), entrambi minori di 14 ma, relativamente parlando, molto più forte dell'acetone (pKa = 19,16), che ha un solo carbonile. Questo per il dimedone e β-dichetoni in genere facilita molto l'ottenimento del relativo anione enolato che, oltre ad essere una buona base, è anche un ottimo nucleofilo, impiegabile in reazioni di alchilazione, addizione di Michael e condensazione incrociata.